# Alexander Rossi
Alexander Rossi (n. 25 septembrie 1991, Auburn⁠(d), California, SUA) este un fost pilot de Formula 1. De-a lungul carierei a luat startul în 5 curse, niciuna din pole-position. Nu a câștigat nicio cursă și nu a terminat niciodată pe podium, acumulând 0 puncte în întreaga activitate ca pilot de Formula 1.